# 埃里克·施特劳贝
埃里克·施特劳贝（1887年12月11日 - 1971年3月31日）是一位纳粹德国德意志國防軍将领，曾在二战期间指挥过第268步兵師以及第1空降軍團，並获颁騎士鐵十字勳章。
1944年8月末，施特劳贝奉命指挥一支由大约70000兵员临时组成的部队。该部队在蒙斯围城战中遭受严重伤亡，约3500人阵亡，25000人被俘，施特劳贝则逃出了包围圈。